# Сосна яйцеплодная
Сосна яйцеплодная, или сосна мужская (лат. Pinus oocarpa), (исп. pino Amarillo, pino avellano) — вид хвойных деревьев рода Сосна (Pinus) семейства Сосновые (Pinaceae).

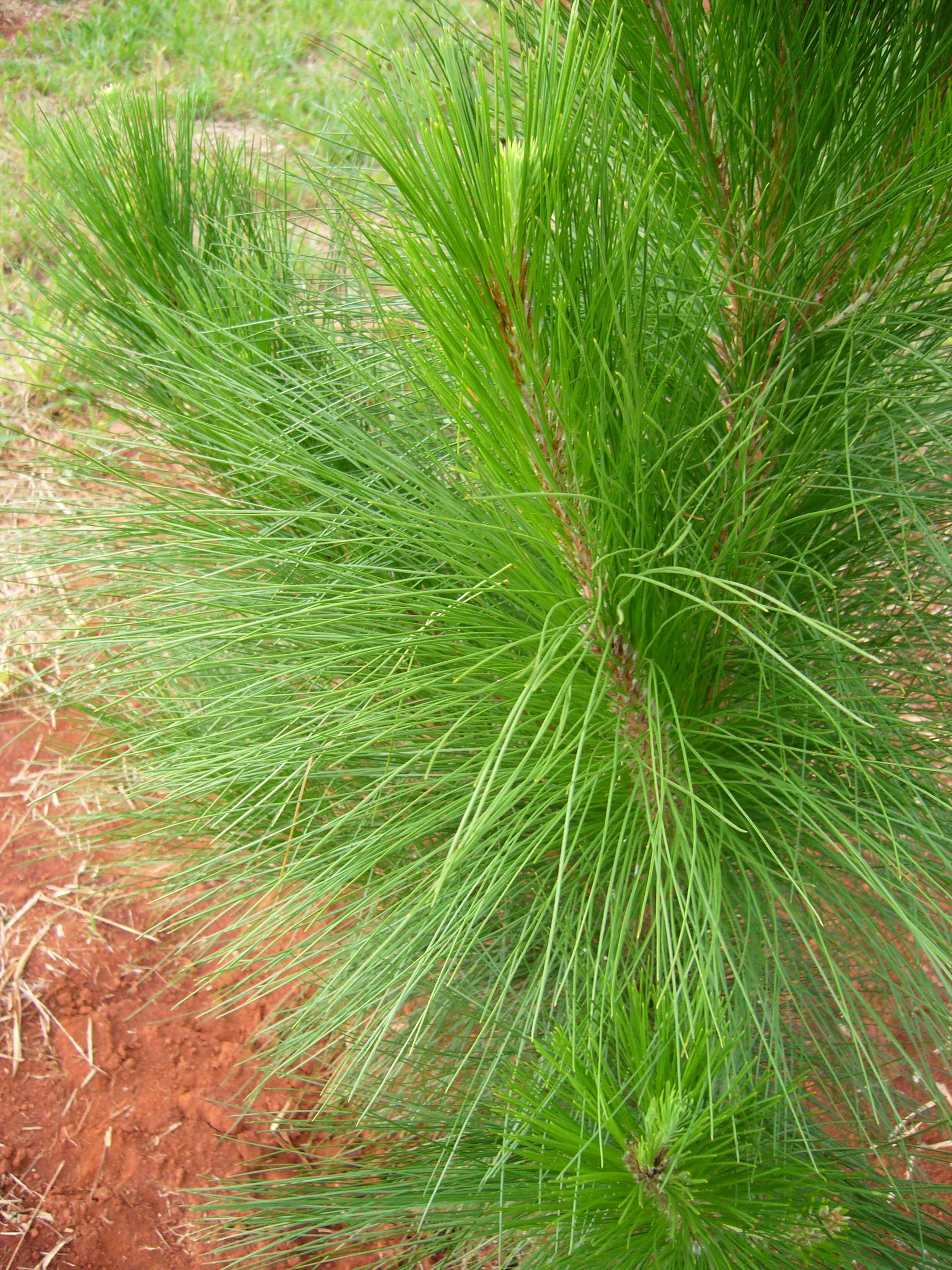
Молодое растение

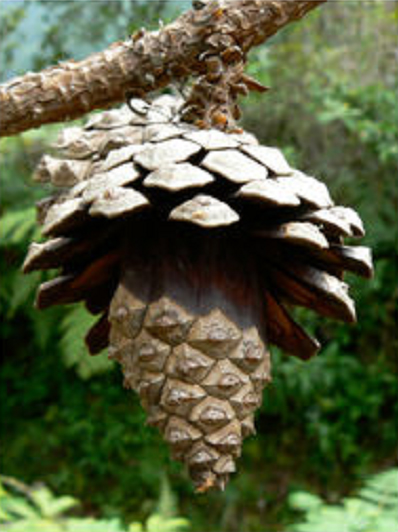
Шишка

## Распространение и экология
Распространена в странах Центральной и Северной Америки: Гватемале, Гондурасе, Мексике, Никарагуа, Сальвадоре. Ареал вида простирается с северо-запада на юго-восток на расстояние около 3000 км, тяготея к тихоокеанскому побережью, и включает в себя разнообразный диапазон природных условий. Это и различный диапазон высот: от 200—500 м до 2300—2700 м над уровнем моря, и колеблющийся уровень среднегодового количества осадков: от 700 до 3000 мм.
Сосна яйцеплодная составляет около 45 % соснового леса в мексиканском штате Чьяпас, 50 % в Гватемале, 66 % в Гондурасе, 90 % в Никарагуа и 60 % в Сальвадоре. Произрастает на высоте 350—2500 м над уровнем моря, но лучше всего себя чувствует на высоте 1200—1800 м. Наиболее оптимальные условия произрастания этого вида сосны сложились в восточной части Гватемалы, Гондураса и на севере Никарагуа, где среднегодовое количество осадков превышает 1200 мм. В северной части Мексики, где климат более сухой, она растет медленно и достигает меньших размеров.

## Ботаническое описание
Вечнозелёное дерево высотой, в зависимости от природных условий, от 10 м до 35 м, с диаметром ствола в среднем 45—80 см.
Кора толстая, грубая, пластинчатая, от тёмно-коричневого до серо-коричневого цвета.
Молодые побеги красновато-коричневые, грубые, голые и чешуйчатые.
Хвоя желтовато-зелёная, в пучках по 3, 4, 5 игл, длиной 15—25 см.
Зрелые шишки по форме варьируются от широкояйцевидных до почти шаровидных, раскрывшиеся шишки часто в ширину больше, чем в длину; длина 3—8, редко до 10 см, диаметр 3—9 редко 12 см. Семена яйцевидные, слегка сплюснутые, длиной 4—8 мм и от 3 до 4,5 мм в ширину, черновато-серые.

## Использование
Является важным источником древесины в Центральной Америке. Данный вид сосны был интродуцирован для коммерческого производства древесины и дальнейшего использования в целлюлозно-бумажной промышленности в Эквадоре, Кении, Замбии, Колумбии, Боливии, Квинсленде (Австралия), Бразилии и Южно-Африканской Республике.